# Swingbrow
Swingbrow – osada w Anglii, w hrabstwie Cambridgeshire, w dystrykcie Fenland. Leży 31 km na północ od miasta Cambridge i 109 km na północ od Londynu.